# Robbert-Jan van de Velde
Robbert-Jan van de Velde (Soest, 23 september 1986) is een voormalig Nederlandse radio-dj. Hij was te horen op NPO 3FM.

## Loopbaan
Robbert-Jan deed vanaf april 2008 mee aan de zogenaamde 3FM Radio-DJ School. Hiervoor deed hij bij de regionale zender Haarlem 105 het ochtendprogramma. De opleiding bij 3FM geeft jonge talentvolle dj's de kans om eenmaal per week in de nachtelijke uurtjes radio te maken. Robbert-Jans opleiding duurde ongeveer 2 jaar. Hij had iedere woensdagochtend van 1 tot 4 uur 's nachts tot zijn beschikking. Later ging hij de productie doen voor het radioprogramma BNN Today en maakte hij iedere maandagavond webradio voor BNN FM.
Na zijn carrière op de radio ging hij zich volledig richten op werk achter de schermen. Hij werd eindredacteur bij BNNVARA en daarna zendermanager bij Radio Veronica en Sublime.